# Gilles-Arnaud Bailly
Gilles-Arnaud Bailly (ur. 19 września 2005 w Hasselt) – belgijski tenisista.

## Kariera tenisowa
w 2022 zadebiutował w cyklu ITF Men’s Circuit. Tego samego roku, dzięki dzikiej karcie, rozegrał pierwszy mecz w turnieju głównym rangi ATP Tour podczas European Open 2022. W pierwszej rundzie przegrał z Davidem Goffinem.
Startując w rozgrywkach juniorów, Gilles-Arnaud Bailly w 2022 roku grał w finale French Open oraz US Open w grze pojedynczej chłopców. W pierwszym z finałów przegrał z Francuzem Gabrielem Debru, a w drugim uległ Hiszpanowi Martínowi Landaluce.
W rankingu gry pojedynczej najwyżej był na 693. miejscu (22 maja 2023), a w zestawieniu gry podwójnej na 1723. pozycji (17 lutego 2023).

### Finały juniorskich turniejów wielkoszlemowych

#### Gra pojedyncza (0–2)
| Końcowy wynik | Nr | Data             | Turniej            | Nawierzchnia | Przeciwnik       | Wynik finału     |
| ------------- | -- | ---------------- | ------------------ | ------------ | ---------------- | ---------------- |
| Finalista     | 1. | 4 czerwca 2022   | French Open, Paryż | Ceglana      | Gabriel Debru    | 6(5):7, 3:6      |
| Finalista     | 2. | 10 września 2022 | US Open, Nowy Jork | Twarda       | Martín Landaluce | 6(3):7, 7:5, 2:6 |